# Josef Kokeš
Josef Kokeš (16. listopadu 1906, Želiv – 25. prosince 1967, Kadaň) byl malíř a výtvarný pedagog. Studoval učitelský ústav v Čáslavi, obor matematika a kreslení.

## Život
Narodil se do rodiny obuvníků ze Želiva, jeho dědeček přišel do Želiva jako nemanželský syn z rodiny měšťanů z Hořovic. V létě roku 1945 se rodina přestěhovala do Kadaně a Josef Kokeš nastoupil jako učitel, později zástupce ředitele na střední škole v Kadani. Velmi brzy pro sebe objevil nový kraj i malířsky. Jeho malířské dílo je rozptýleno v mnoha domácnostech v Kadani, ale především žije jeho dílo pedagogické v pokračovatelích – žácích, kteří se ke svému učiteli hlásí jako k někomu, kdo jim pomáhal otvírat oči a přivedl je na práh umění (např. Vojtěch Kraus, Pavel Wolf). Josef Kokeš samozřejmě miloval umění a velice si vážil Františka Tichého, návštěvám se chlubil půvabnou grafikou klauna, který visela v prvním patře domku, kde Kokešovi bydleli. Zároveň byl také vášnivým rybářem. A tak byl často vidět někde na druhém břehu Ohře, jak má položené pruty a rozložený malířský stojan a maluje. Jeho obrazy nemají jen výtvarnou hodnotu, ale také hodnotu historickou, protože zachycují Kadaň ještě v dobách před bouřlivým rozvojem v 60. a 70. letech, kdy se kolem Kadaně stavěla jedna elektrárna za druhou. Jeho žena byla také učitelkou a tvořili spolu pozoruhodný pár. Na ryby jezdil také do svého rodného Želiva a i když z Vysočiny odešel, s láskou na ní vzpomínal. Návštěva u nich doma byl jistě pro všechny návštěvníky zážitkem, paní učitelka byla výborná kuchařka a dělala pozoruhodný kompot z bezinek, ořechů a čeho ještě? snad rozinek (recept autor bohužel nemá). A i když to asi na wikipedii zcela nepatří, dovolte malou vzpomínku na jeho rybářskou vášeň. U domku stála jako solitér malá višeň, když višně dozrávaly, část, řekl bych ta menší, posloužila paní Kokešové v kuchyni, ta větší stále visela na stromě. Když jsem se jako kluk přikradl ke stromu pan učitel Kokeš se zamračil (ale bylo to laskavé) a řekl: To nemůžeš, ty mám na tlouště... Ale že byly sladké... Josef Kokeš je i se svou manželkou Jarmilou pohřbený na želivském hřbitově.